# Diatomyidae

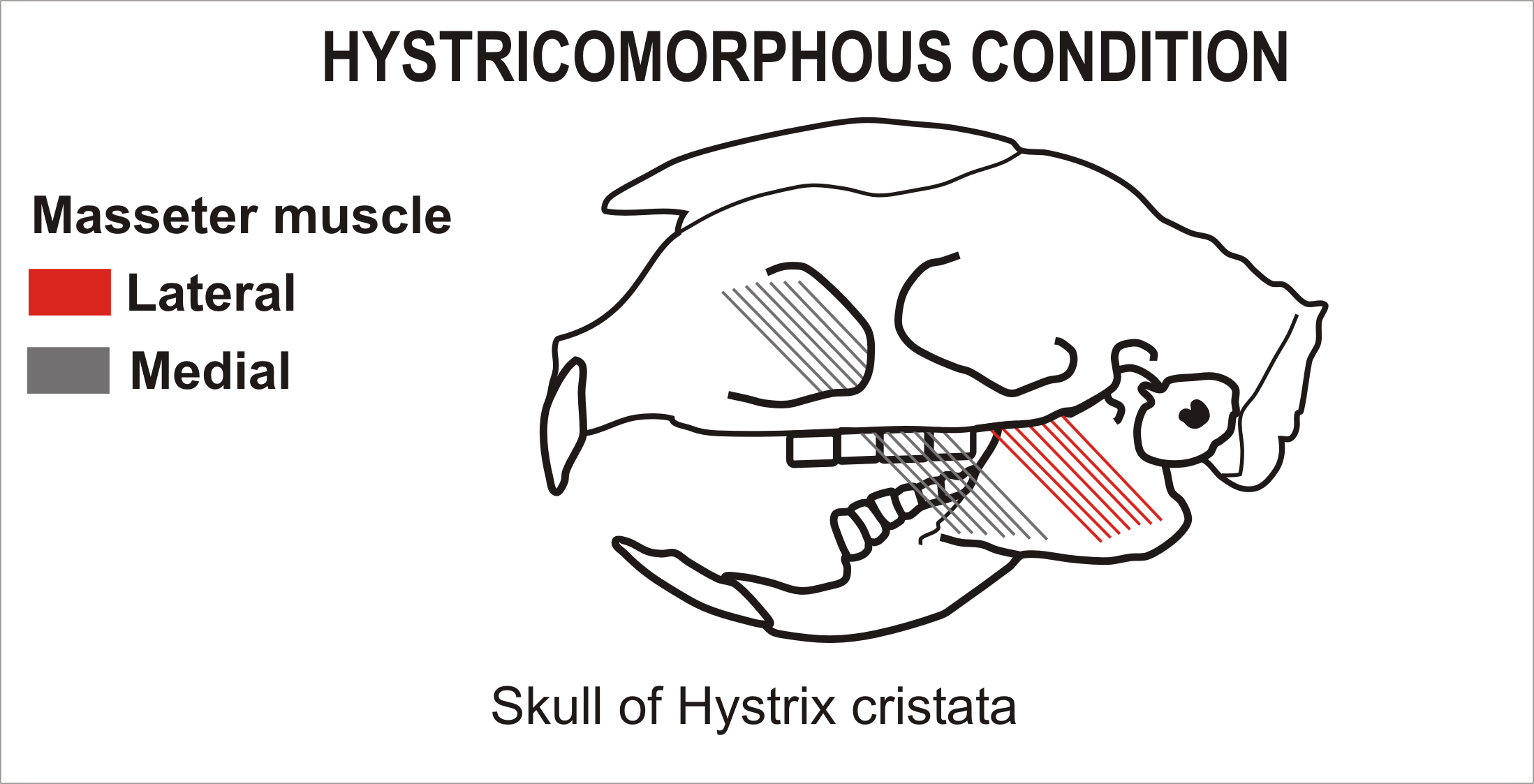
Fig.1

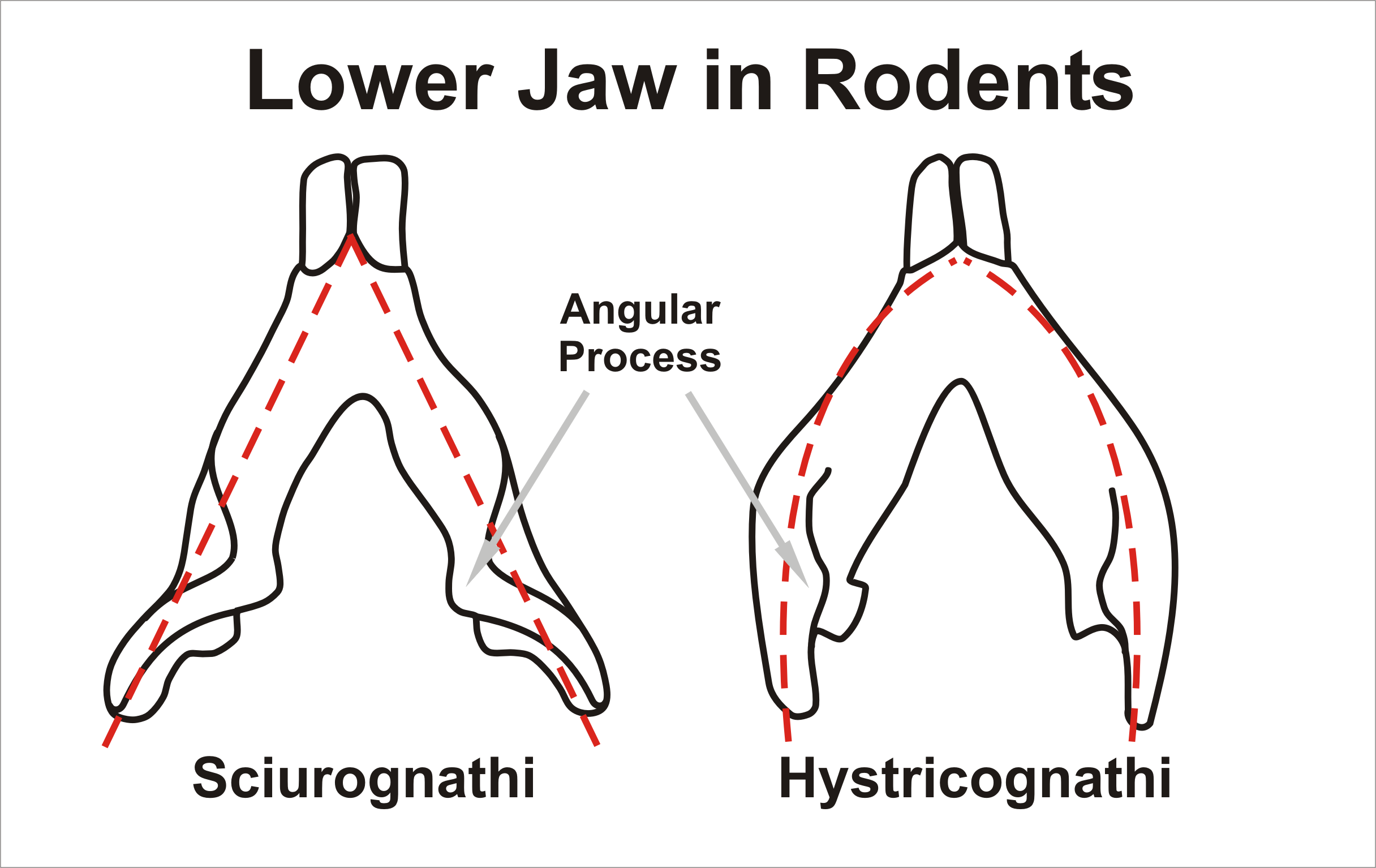
Fig.2

I Diatomiidi (Diatomyidae Mein & Ginsburg, 1997) sono una famiglia di Roditori, del sottordine degli Istricomorfi rappresentati attualmente dall'unica specie vivente, il ratto delle rocce laotiano.

## Descrizione

### Caratteristiche ossee e dentarie
Le caratteristiche craniche sono molto simili a quelle dei gundi, con una disposizione della muscolatura del massetere di tipo istricognato  (Fig.1), con il foro infra-orbitale enorme nel quale passano le fasce muscolari e le placche zigomatiche sottili e situate più in basso rispetto ad esso. La mandibola è invece di tipo sciurognato (Fig.2), combinazione presente oltre che nei Ctenodactilidi soltanto negli Anomaluridi e nei Pedetidi. Sono presenti quattro denti masticatori, un premolare e tre molari su ogni semi-arcata, questi ultimi hanno quattro radici, hanno la corona alta e l'ultimo non è mai ridotto nelle dimensioni. Le cuspidi sono ridotte a quattro e disposte in maniera tipicamente bilofodonte, ovvero queste ultime sono fuse in coppie a formare due distinte lamine. La tibia e la fibula sono separate tra loro per gran parte della loro lunghezza.

### Aspetto
La morfologia esterna si basa principalmente sulla descrizione dell'unica specie vivente, il ratto delle rocce laotiano, ovvero quello di un roditore simile ad un incrocio tra un ratto ed uno scoiattolo con una lunga e folta coda.

## Distribuzione e habitat
Sono noti fossili risalenti all'Oligocene e al Miocene in Indocina, Pakistan e Cina. Probabilmente erano roditori rupicoli come l'unica forma vivente e i gundi, i loro parenti più vicini.

## Tassonomia
La famiglia si suddivide in 5 generi estinti ed uno vivente:
- Genere Diatomys †
- Genere Fallomus †
- Genere Marymus †
- Genere Pierremus †
- Genere Willmus †
- Genere Laonastes